# 정상영
정상영(鄭相永, 1936년 12월 7일~2021년 1월 30일)은  금강그룹(KCC)을 창업한 대한민국의 기업인이다.
정상영은 현대그룹의 창업주 정주영과 한라그룹의 총수 정인영, 성우그룹 창업주 정순영, 정세영의 동생이다.
1958년 금강스레트공업을 창업하였다. 이는 현대자동차그룹, 현대중공업그룹 등 현대그룹에서 계열 분리된 다른 그룹이나 기업과는 달리 그는 독자적인 노선을 걸었다.
동국대학교를 졸업 후 일찍부터 유학을 권했던 형 정주영 회장의 권유를 거절하고 독자적으로 금강스레트공업을 세운 뒤 도료와 유리 등 건축자재 사업을 시작했다. 1970년 새마을운동 시작과 함께 슬레이트(지붕 천장 등에 사용되는 돌판) 수요가 급증하면서 금강스레트공업의 사업도 확장됐다. 1973년에는 증권거래소에 상장되기도 했다.
1974년 울산에 유기화학 업체인 주식회사 고려화학을 세웠고, 1976년 금강스레트공업은 회사 이름을 주식회사 금강으로 바꿨다. 고려화학은 1985년 주식을 증권거래소에 상장하게 됐다. 1989년 6월 건설 부문 업체를 따로 분리하여 금강종합건설(KCC건설의 전신)을 세웠다. 1989년 8월 금강레저를 세우고, 1990년 고려시리카 주식회사를, 1996년 금강화학을 각각 신설했다. 
2001년 자신이 운영하던 금강과 고려화학을 합병하고 회사 이름을 금강고려화학으로 정했고 프로농구단 KCC이지스를 창립하였다. 2000년대 초반 이후 경영에서 물러나 명예회장이 되었다. 그 뒤 금강고려화학은 2005년 회사 이름을 (주)KCC로 바꿨다.
2021년 1월 30일에 숙환으로 별세하였다.

## 학력
- 1955년 용산고등학교 졸업
- 1955년~1961년 동국대학교 법학 학사
- 1967년 고려대학교 경영대학원

## 가족
- 아버지: 정봉식(鄭捧植, 1884년~1946년)
- 어머니: 한성실(韓成實, 1886년~1953년)
  - 형 정주영(鄭周永, 1915년~2001년): 현대그룹 창업주
  - 형수 변중석(邊仲錫, 1921년~2007년)
    - 조카 정몽필(鄭夢弼, 1934년~1982년)
    - 조카 정몽구(鄭夢九, 1938년~): 현대자동차그룹 명예회장
    - 조카 정몽근(鄭夢根, 1942년~): 현대백화점그룹 명예회장
    - 조카 정경희(1944년~)
    - 조카 정몽우(鄭夢禹, 1945년~1990년): 현대알루미늄 회장
    - 조카 정몽헌(鄭夢憲, 1948년~2003년): 현대그룹 회장
    - 조카 정몽준(鄭夢準, 1951년~): 현대중공업 회장
    - 조카 정몽윤(鄭夢允, 1955년~): 현대해상화재보험 회장
    - 조카 정몽일(鄭夢一, 1959년~): 현대기업금융 회장
    - 조카 정정인(1979~): 정인희로 개명
    - 조카 정정임(1981~)

  - 형 정인영(鄭仁永, 1920년~2006년): 한라그룹 명예회장
  - 형수 김월계(金月桂, 1923년~2003년)
    - 조카 정형숙(鄭亨淑, 1951년~1974년)
    - 조카 정몽국(鄭夢國, 1953년~): 엠티인더스트리
    - 조카 정몽원(鄭夢原, 1955년~): 한라 및 만도 회장

  - 형 정순영(鄭順永, 1922년~2005년): 성우그룹 명예회장
  - 형수 박병임(1928년~2015년)
    - 조카 정문숙(1947년~)
    - 조카 정몽선(1954년~): 현대시멘트 회장, 성우그룹 회장
    - 조카 정몽석(1958년~): 현대종합금속 회장
    - 조카 정몽훈(1959년~): 성우전자 회장
    - 조카 정몽용(1961년~): 성우오트모티브 회장
    - 조카 정정숙(1962년~)

  - 누나 정희영(1925년~2015년)
  - 매형 김영주(1920년~2010년): 한국프랜지공업(주)명예회장
    - 조카 김윤수(1946년~)
    - 조카 김근수(1948년~)

  - 형 정세영(鄭世永, 1928년~2005년): HDC현대산업개발 명예회장
  - 형수 박영자(朴永子, 1936년~)
    - 조카 정숙영(鄭淑英, 1959년~): 노경수 서울대 교수의 아내
    - 조카 정몽규(鄭夢圭, 1962년~): HDC현대산업개발 대표
    - 조카 정유경(鄭有京, 1970년~)

  - 형 정신영(1931년~1962년)
  - 형수 장정자(1935년~): 현대학원 이사장
    - 조카 정일경(1960년~)
    - 조카 정몽혁(1961년~): 현대종합상사 회장

  - 부인 조은주(趙主主, 1936년~)
    - 아들 정몽진(鄭夢鎭, 1960년~): KCC그룹 회장
    - 아들 정몽익(鄭夢益, 1962년~): KCC그룹 사장
    - 아들 정몽열(鄭夢烈, 1964년~): KCC건설 사장